# Robert Schweichel
Georg Julius Robert Schweichel, född 12 juli 1821 i Königsberg, död 25 april 1907 i Berlin, var en tysk journalist och författare.
Schweichel var först köpman, studerade därefter juridik, blev under intryck av 1848 års händelser politisk skribent, fängslades, utvisades och blev lärare i Lausanne. Han inträdde 1861 i redaktionen för "Norddeutsche Allgemeine Zeitung" i Berlin, levde de följande åren dels i Hannover, dels i Leipzig och redigerade 1869-83 Jankes "Deutsche Roman-Zeitung" i Berlin. 
Schweichel författade noveller och romaner, av vilka särskilt hans höglandsskildringar väckte uppmärksamhet. Av hans böcker kan nämnas novellsamlingen Im Gebirg und Thal (1864), romanerna Der Bildschnitzer vom Achensee (1873), Der Falkner von St Vigil och Die Wildheuerin (1898), samt Der Teufelsmaler und andere Novellen.